# North Parramatta, New South Wales
North Parramatta este o suburbie în Sydney, Australia.